# Montañas Entoto
Las montañas Entoto o montañas de Entoto son una cadena montañosa ubicada al norte de Adís Abeba, ciudad del Macizo etíope, en la región central de Etiopía.
Su principal cerro es el monte Entoto, el cual sirvió como capital de Menelik II antes de la fundación de Adís Abeba.